# 瓦埃勒
瓦埃勒（丹麥語：Vejle，丹麥語發音：[ˈʋɑɪ̯lə]），是位於丹麥南丹麥大區的一個城镇。2008年時，瓦埃勒有人口50,213人，整個瓦埃勒市鎮有人口104,933人。是南丹麥大區和瓦埃勒市镇地方議會所在地。
瓦埃勒當地有一支足球俱樂部，是丹麥足球聯賽的勁旅之一。

## 外部連結
- Vejle municipality （页面存档备份，存于）